# Edward Dzierżykraj-Morawski
Edward Marian Dzierżykraj-Morawski (ur. 6 marca 1892 w Złotym Potoku, zm. 30 sierpnia 1961 w Poznaniu) – polski ziemianin, dyplomata, polityk, senator V kadencji w II Rzeczypospolitej.

## Życiorys
Ukończył Państwowe III Gimnazjum im. Króla Jana Sobieskiego w Krakowie, uzyskując maturę z odznaczeniem w 1910 roku. Studiował rolnictwo (uzyskując dyplom w 1914) i nauki społeczne na Śląskim Uniwersytecie Fryderyka Wilhelma w Breslau, Uniwersytecie Ludwika i Maksymiliana w Monachium oraz Uniwersytecie w Lipsku.
I wojna światowa zastała go mieszkającego w Plancie. W 1915 został przymusowo wywieziony do Saratowa i Kijowa i pracował w majątkach polskich ziemian. Po rewolucji październikowej w 1917 wrócił do Polski i w 1918 wstąpił ochotniczo do Wojska Polskiego. Został wyreklamowany z wojska przez Ministerstwo Spraw Zagranicznych. W lutym 1920 oddelegowano go do Międzysojuszniczej Komisji Plebiscytowej dla Śląska Cieszyńskiego. W 1921 został sekretarzem referatu plebiscytowego w Wydziale Północnym MSZ, a od marca 1923 roku był sekretarzem legacyjnym w Berlinie.
W 1922 jako podporucznik rezerwy posiadał przydział do 12 pułku artylerii polowej. 8 stycznia 1924 został zatwierdzony w stopniu podporucznika ze starszeństwem z 1 listopada 1919 i 3. lokatą w korpusie oficerów rezerwy artylerii. Posiadał wówczas przydział w rezerwie do 8 pułku artylerii ciężkiej w Toruniu.
W styczniu 1926 roku został skierowany na stanowisko sekretarza poselstwa RP w Bukareszcie. Od września 1927 roku pracował jako radca MSZ w Warszawie. W listopadzie 1930 roku zrezygnował z pracy w dyplomacji i zamieszkał w majątku żony w Karminie. W 1934, jako oficer rezerwy pozostawał w ewidencji Powiatowej Komendy Uzupełnień Jarocin. Posiadał przydział do Oficerskiej Kadry Okręgowej Nr VII. Był wówczas „reklamowany na 12 miesięcy”.
W 1938 roku został wybrany – z listy OZN z województwa poznańskiego – senatorem V kadencji (1938–1939).. Pracował w komisjach: rolnej i spraw zagranicznych.
W październiku 1939 roku został wysiedlony przez Niemców z rodziną z majątku Karmin do Generalnego Gubernatorstwa. Początkowo udał się do krewnych w Białaczowie, później przeniósł się do majątku brata w Plancie, gdzie podjął pracę jako kierownik tartaku w pobliskich Iwaniskach.
Po II wojnie światowej wrócił do Wielkopolski. Reforma rolna pozbawiła go majątku. Od listopada 1945 roku pracował jako kierownik działu rolnego Okręgowego Zarządu Państwowych Nieruchomości Ziemskich Ziemi Lubuskiej z siedzibą w Poznaniu, później podjął pracę w Centrali Nasiennej w Poznaniu. W 1950 roku został aresztowany pod zarzutem szpiegostwa na rzecz Francji. Po sfingowanym procesie w 1952 roku został skazany w Poznaniu na 8 lat więzienia (przebywał w zakładach penitencjarnych, między innymi w Poznaniu i Rawiczu, pracował w kamieniołomach w Piechcinie). W 1957 roku decyzją Sądu Najwyższego został uniewinniony.

## Życie rodzinne
Był synem Tadeusza Marcelego Dionizego (1856–1934, administratora majątku Złoty Potok) i Marii Jadwigi z domu Iżyckiej (1866–1938). Miał pięcioro rodzeństwa: Stanisława Marię Kajetana (1887–1946), Konstancję Marię Józefę (1888–1943) po mężu Grabkowską, Jadwigę Marię (1892–1959) po mężu Umiastowską, Zofię Marię Józefę (1895–1971) po mężu Bocheńską i Adama Marię (1897–1940).
W 1924 roku ożenił się z Zofią Marią Antoniną Turno (1899–1970), wnuczką Napoleona Mańkowskiego, z którą miał czworo dzieci: Kajetana (ur. 1925), Rogera (ur. 1929), Stanisława (ur. 1926) i Annę zamężną Kurnicką (ur. 1936).
Edward Morawski był wnukiem Kajetana Morawskiego (1817–1880), polityka i posła, i bratem stryjecznym Kajetana Dzierżykraj-Morawskiego, polskiego ministra spraw zagranicznych.
Został pochowany na cmentarzu parafii św. Stanisława Kostki przy ul. Łowmiańskiego (kwatera C-1, rząd I, grób 24).